# Escalier en colimaçon
Pour les articles homonymes, voir Limaçon.
Un escalier en colimaçon est un escalier de forme hélicoïdale. En perspective, c’est un cône. L’emmarchement se réduit au fur et à mesure. 

## Présentation générale

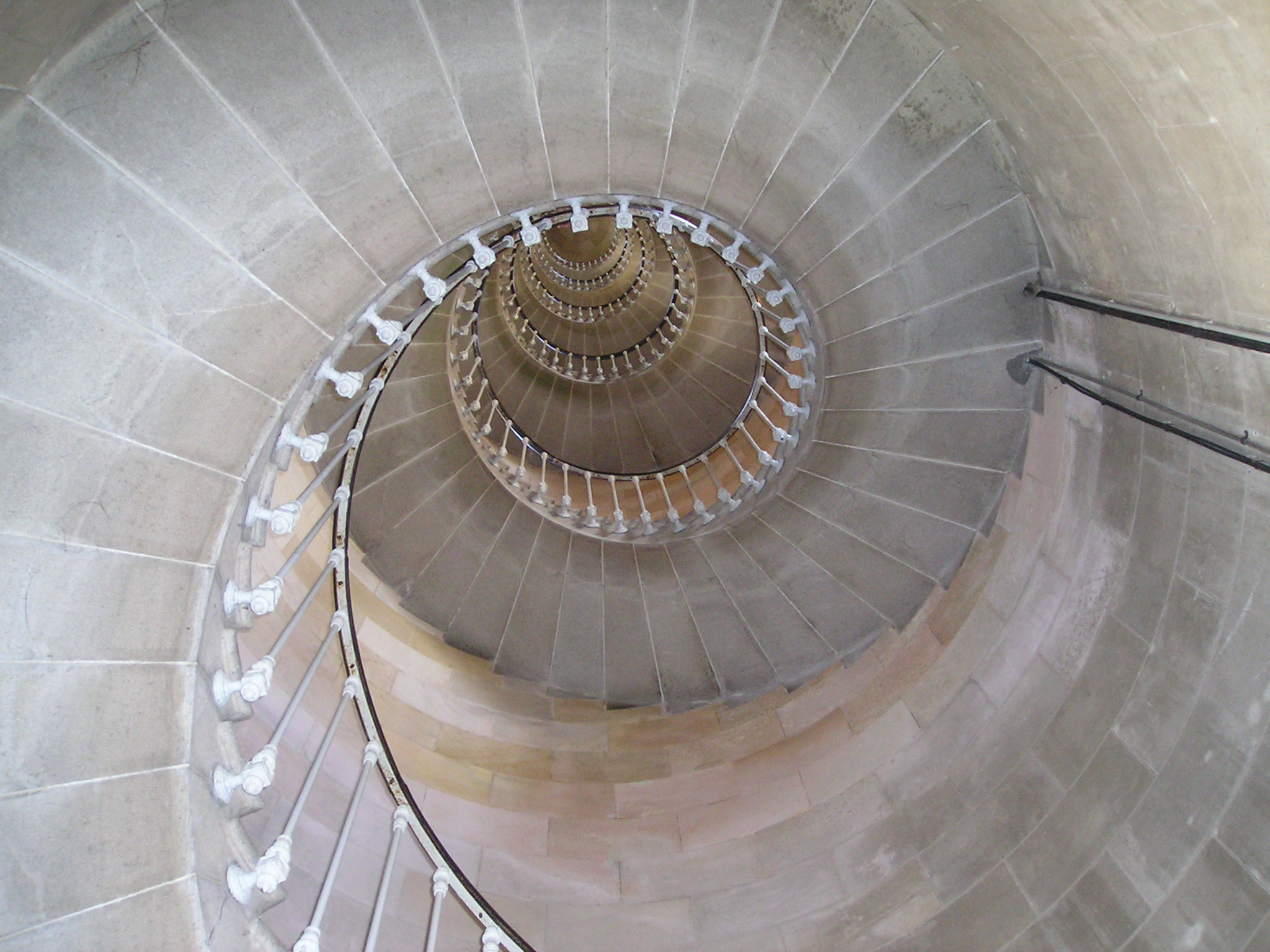
Escaliers en colimaçon dans le phare des Baleines sur l'île de Ré.
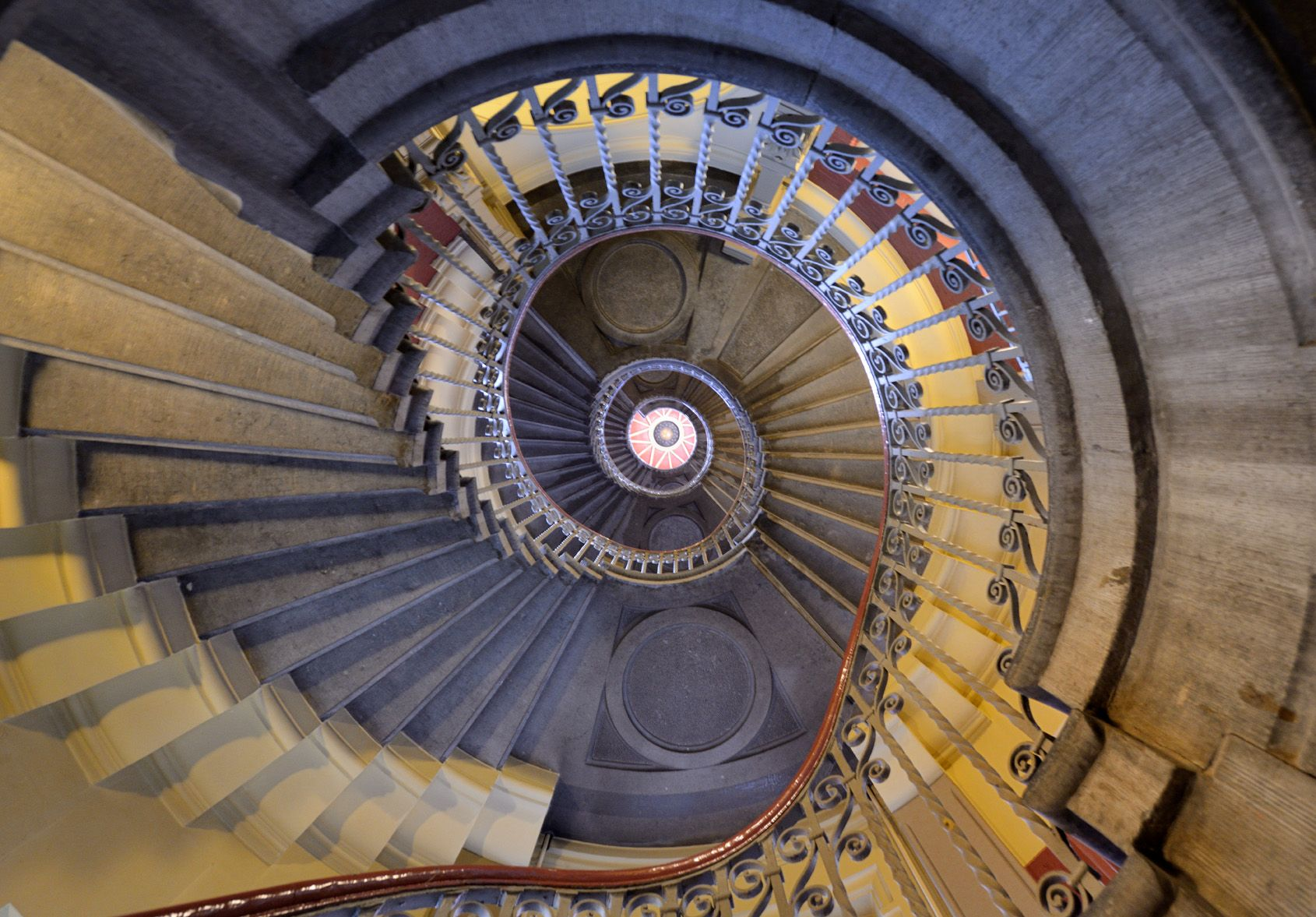
Escaliers en colimaçon dans l'enceinte du Parlement des Pays-Bas.
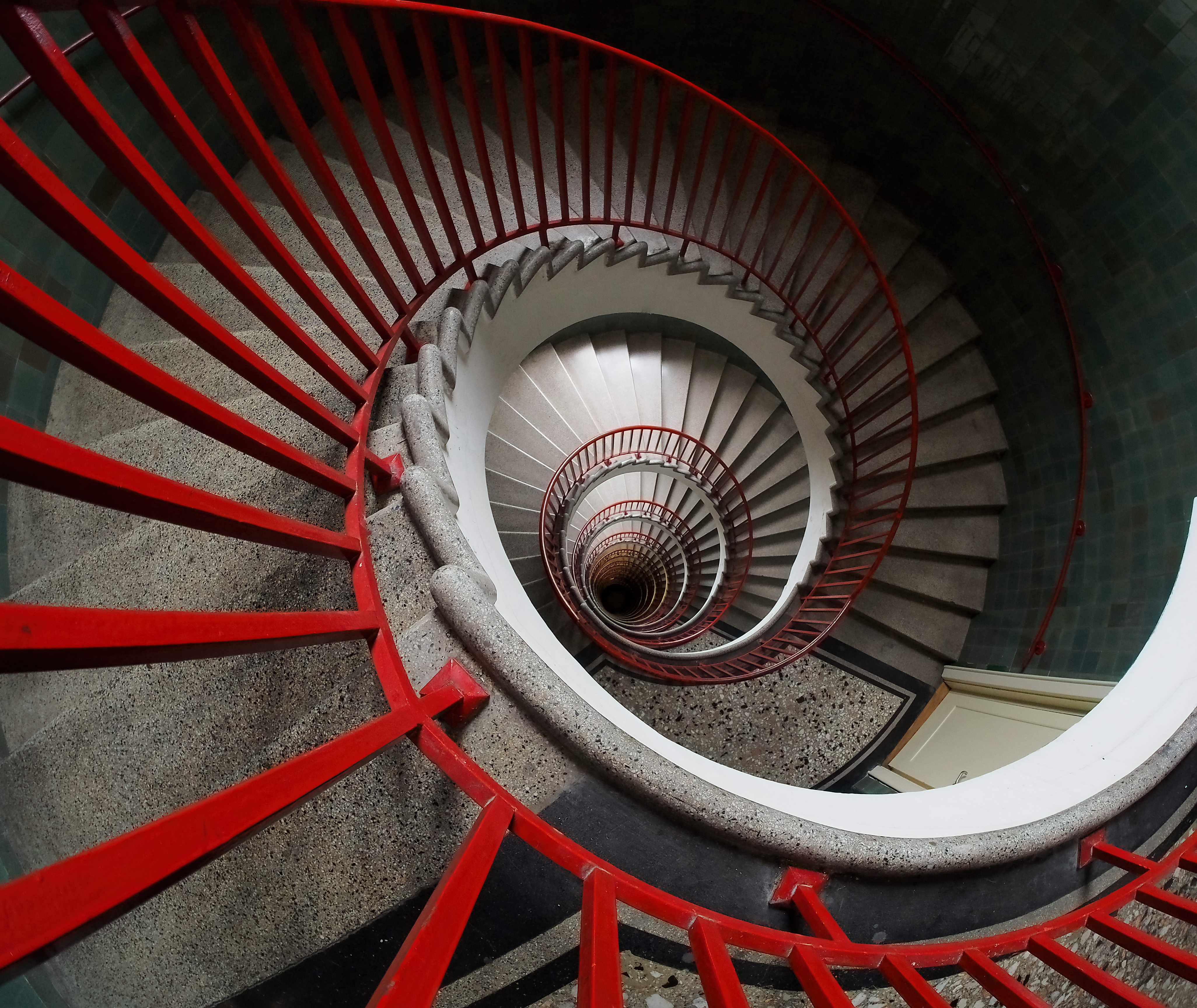
Gratte-ciel Nebotičnik à Ljubljana en Slovénie.
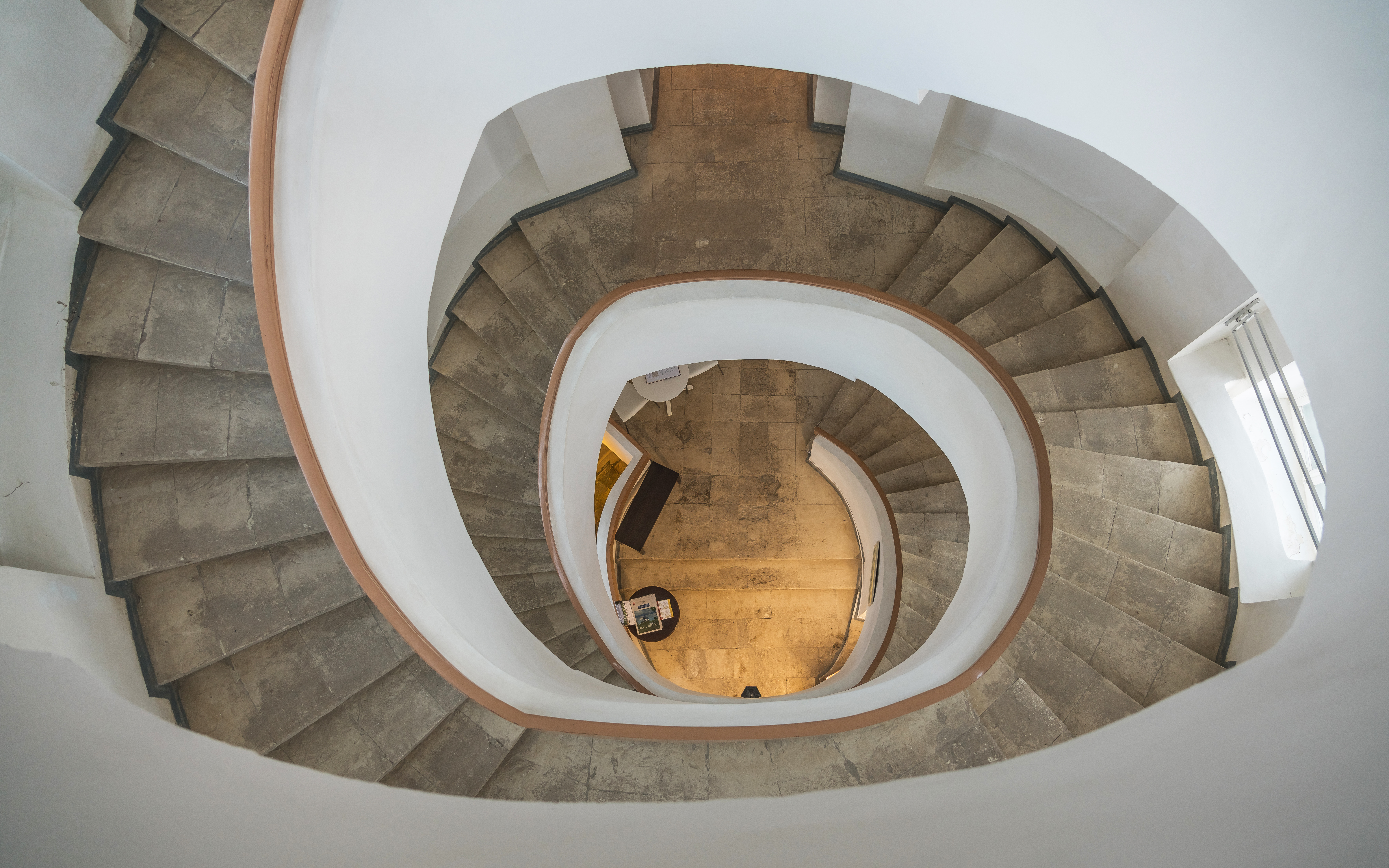
Escalier en colimaçon d'un château d'eau à Vladimir, Russie. Photo janvier 2019.
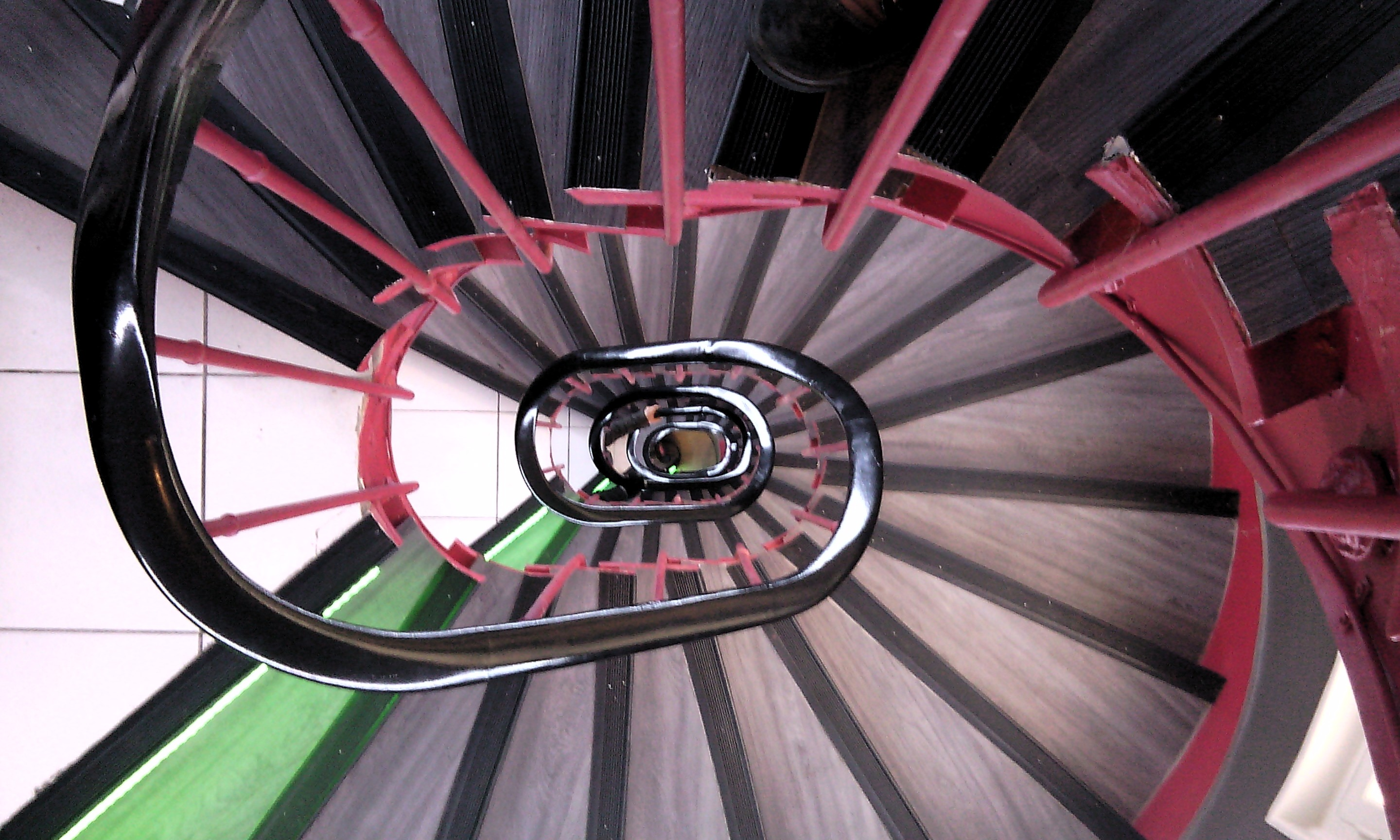
Escalier en colimaçon dans un immeuble appartement de Bruxelles

(double colimaçon) au château de Chambord.

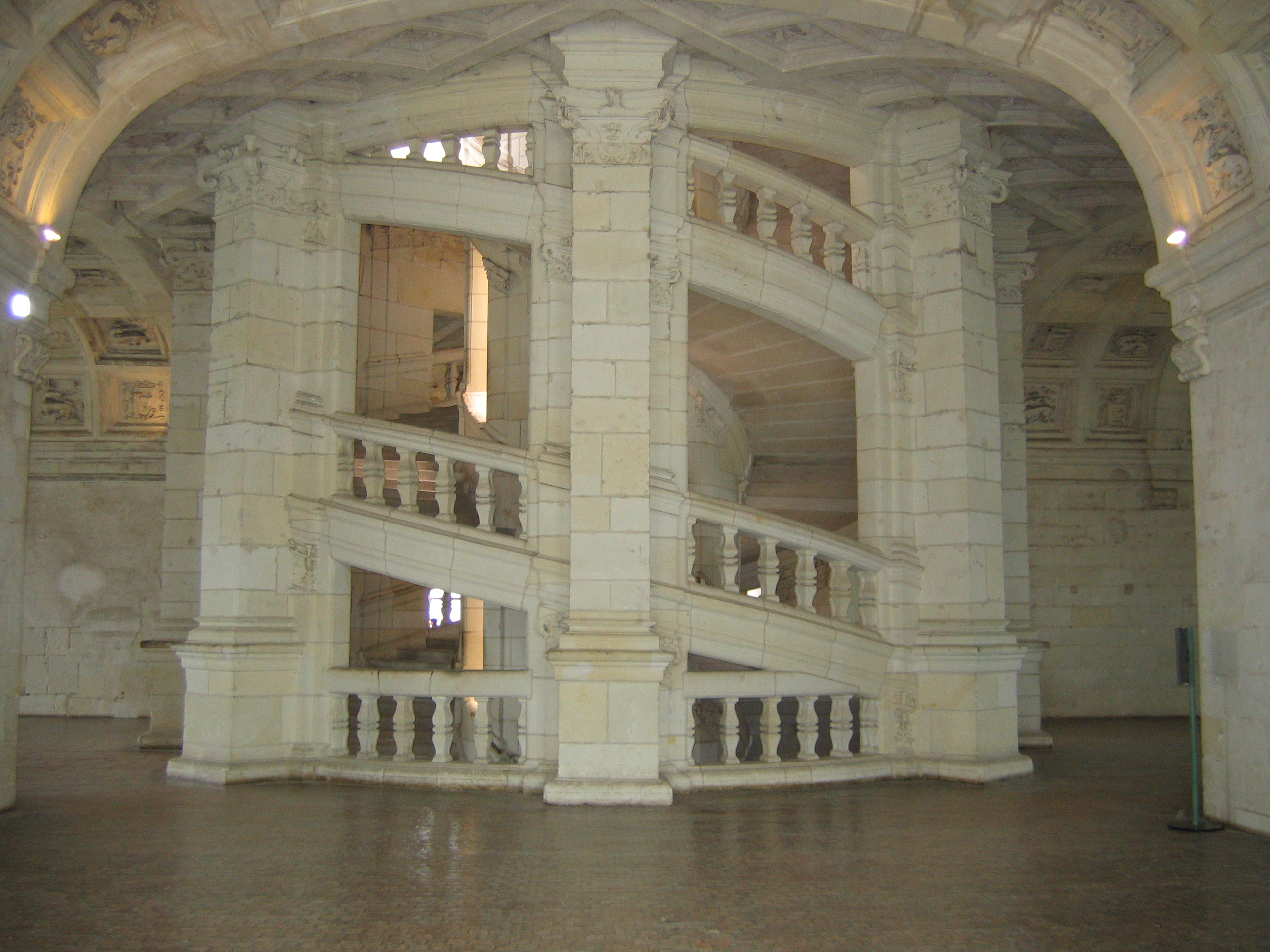
Escalier à double révolution de Chambord.
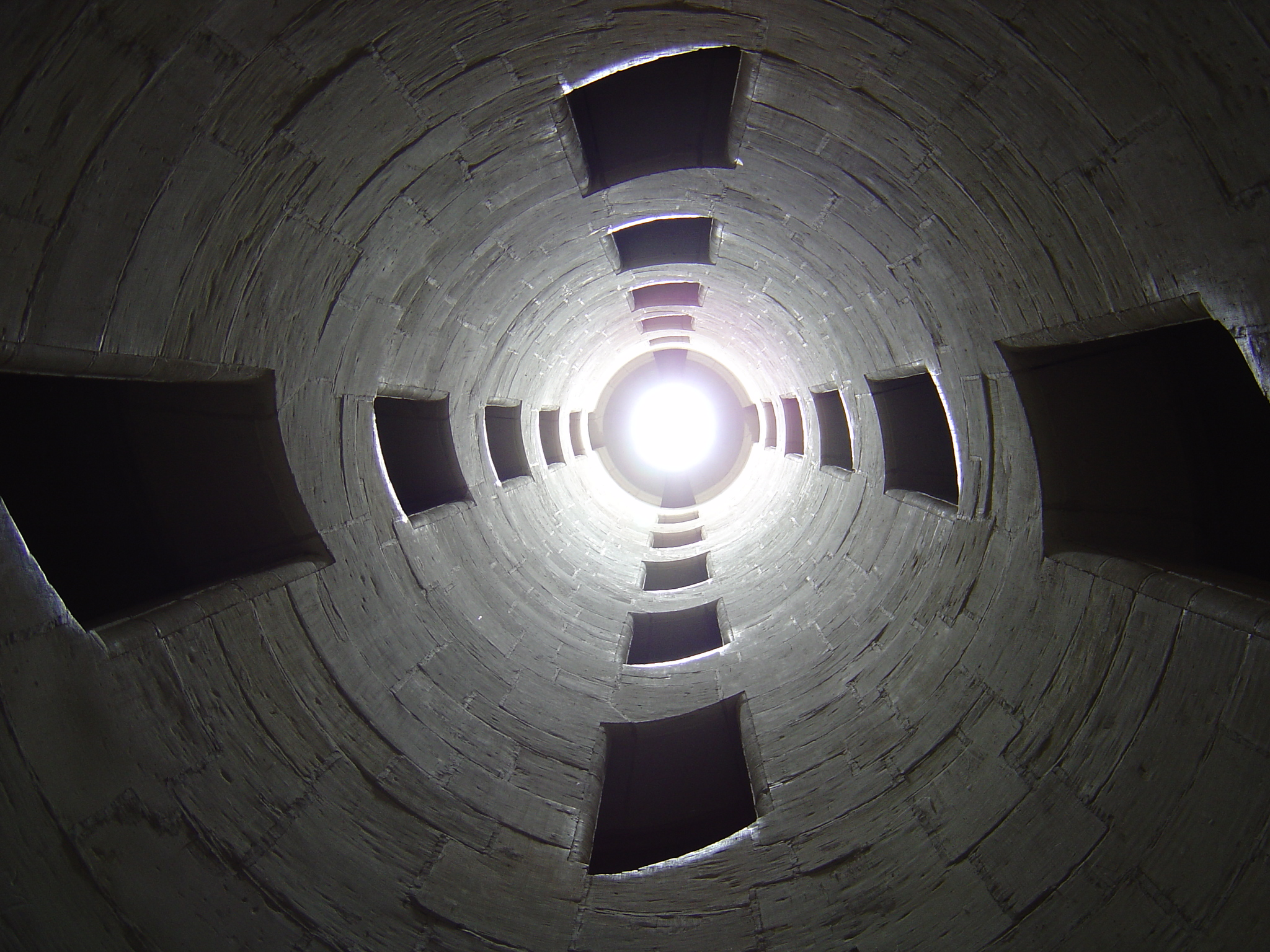
Escalier de Chambord. Vue en contreplongée au centre des escaliers.

Lorsque les marches sont distribuées non pas autour d'un espace central, mais se superposent pour former un axe central, on parle aussi d'escalier à vis ou en spirale.

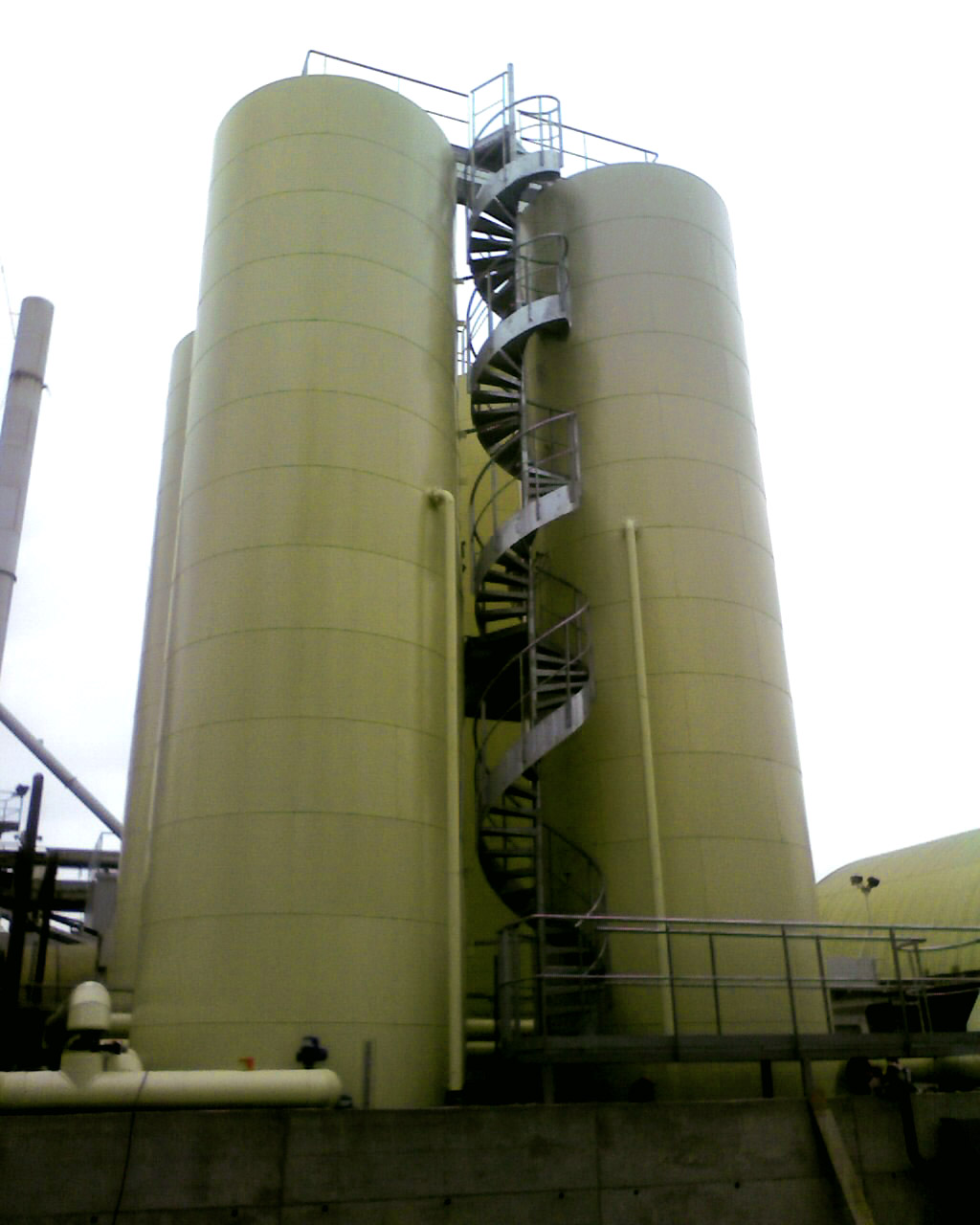
Escalier hélicoïdal acier acbi

## Escalier hélicoïdal industriel en acier
Il est destiné à l'industrie et aux évacuations de secours. Réalisé en acier galvanisé, il est entièrement fait sur mesure.